# Namibias Billie Jean King Cup-lag
Namibias Billie Jean King Cup-lag representerar Namibia i tennisturneringen Billie Jean King Cup, och kontrolleras av Namibias tennisförbund.

## Historik
Namibia deltog första gången år 2004. Lagets bästa resultat är femteplatsen i Grupp III 2005.